# Человек-бензопила
«Человек-бензопила» (яп. チェンソーマン Тенсо: ман) — манга, написанная и проиллюстрированная Тацуки Фудзимото. Первая часть публиковалась в журнале Shueisha Weekly Shonen Jump с 3 декабря 2018 по 14 декабря 2020 года , а вторая часть публикуется в онлайн-журнале Shonen Jump+ издательства Shueisha с 13 июля 2022 года. На ноябрь 2024 года её главы собраны в восемнадцать танкобонов. Премьера адаптации в формате аниме-телесериала, снятого студией MAPPA, состоялась 11 октября и завершилась 27 декабря 2022 года.
По состоянию на январь 2023 года тираж манги превысил 23 миллионов экземпляров. В 2021 году манга получила 66-ю премию «Сёгакукан» в категории «сёнэн», а также премию Harvey Awards в категории «Лучшая манга» в 2021 и 2022 году. «Человек-бензопила» был в целом хорошо принят критиками, которые высоко оценили его повествование и персонажей и особенно выделили сцены насилия в контексте истории.
В Северной Америке Viz Media опубликовала первые три главы в цифровом журнале Weekly Shonen Jump в рамках инициативы «Jump Start». Shueisha также стимулировала публикацию серии на английском языке в приложении и сайте Manga Plus, начиная с января 2019 года. В феврале 2020 года Viz Media объявила о цифровом и печатном релизе манги.
9 сентября 2021 года издательство «Азбука-Аттикус» объявило о печатном релизе манги на русском языке. К марту 2025 года выпущено 18 томов в виде 13 книг.

## Сюжет

### Мир
История разворачивается в мире, где демоны (яп. 悪魔 Акума) рождаются из человеческих страхов. Обычно демоны опасны и имеют злые намерения. Их сила пропорциональна страху, который они вызывают. Демоны могут заключать контракты с людьми, где в обмен на жертву, которую приносит человек, последний может призывать демона до тех пор, пока не истечёт срок действия контракта или демон его не расторгнет.
Людей, специализирующихся на охоте и найме дьявольских созданий, называют охотниками на демонов (яп. デビルハンター Дэбиру Ханта:). Демоны происходят из Ада и существуют в цикле между Землёй и Адом: они мигрируют на Землю, когда их убивают в Аду, и наоборот. В Аду обитают чрезвычайно могущественные демоны, воплощающие первобытные страхи, которых никогда не убивали. Перерождение контролируется Демоном Ада (яп. 地獄の悪魔 Дзигоку-но Акума).
При определённых условиях демон может вселиться в тело мёртвого человека, приобретя часть его воспоминаний и личности — такое существо называется одержимым (яп. 魔人 Мадзин, букв. «Человек-демон»). В редких случаях одержимый может сохранить свою личность и сбалансировать контроль над телом со своим обитателем, с которым может напрямую общаться. По слухам, демоны, имеющие гуманоидную форму по своей природе, доброжелательны к людям.
События происходят в 1997 году, в альтернативной временной линии, где Советский Союз всё ещё существует. Многие события, такие как Холокост, СПИД и создание ядерного оружия, были стёрты из истории и полностью прекратили своё существование из-за поглощения соответствующих им демонов Демоном-бензопилой, и только могущественная группа демонов, известная как Четыре Всадника (Завоевание, Война, Голод, Смерть), помнит исходные события.

### Арки

#### Часть 1 — Бюро общественной безопасности
Дэндзи — молодой человек, живущий в бедности и пытающийся покрыть долг своего покойного отца якудза, работая охотником на демонов, которому помогает пёс Почита, Демон-бензопила и верный компаньон. Дэндзи предают якудза, которые убивают его за контракт с Демоном-зомби. Почита заключает контракт с Дэндзи, сливаясь с ним в форму гибрида человека и демона, при условии, что Дэндзи исполнит свои мечты. Так Дэндзи становится Человеком-бензопилой: он вытаскивает стартер из груди и перерезает всех якудза. После этого к нему обращается команда правительственных охотников на демонов — Бюро общественной безопасности (БОБ) во главе с Макимой, которая убеждает его вступить в их ряды. Очарованный её добротой и внешностью, Дэндзи присоединяется к БОБ и становится напарником Одержимой Крови Пауэр и Аки Хаякавы. Макима обещает Дэндзи исполнение любого желания, если он убьёт Демона-огнестрела, виновника смерти миллионов людей по всему миру.
Несколько миссий спустя группа Дэндзи сталкивается с другим гибридом — Самурайским Мечом, мстительным якудза, по-видимому, союзником Демона-огнестрела, заключившим контракт с Демоном-катаной. Тот атакует подразделение со своей партнёршей Аканэ Саватари, заключившей контракт с Демоном-змеёй. Макиме и охотнице на демонов Кобэни Хигасияме удаётся выжить и отразить засаду, но отряд теряет в результате атаки многих своих сотрудников, в том числе наставника Аки и друга Кобэни. Чтобы соответствовать товарищам по силе, Дэндзи и Пауэр начинают обучение у Кисибэ, опытного охотника на демонов, который не доверяет Макиме. В то же время Аки заключает контракт с Демоном-будущим, который предрекает ему «ужасную смерть». Подразделение начинает контратаку против Самурайского Меча, захватывая его, но Демон-змея пожирает Аканэ прежде, чем она успевает выдать какую-либо информацию о Демоне-огнестреле.
Некоторое время спустя Дэндзи заводит роман с девушкой по имени Рэдзэ, которая на самом деле является гибридом-шпионом Советского Союза, посланным забрать сердце Демона-бензопилы. В ответ на искренность Дэндзи девушка предлагает ему вместе сбежать, но парень колеблется. Рэдзэ в ярости атакует БОБ с помощью Демона-тайфуна. Дэндзи борется с ней и усмиряет буйство девушки, принимая её предложение. Прежде чем герои успевают претворить свои планы в жизнь, Макима тайно захватывает Рэдзэ. Дэндзи же полагает, что та бросила его. Битва Рэдзэ и Дэндзи раскрывает миру существование последнего.
По мере того, как всё больше средств массовой информации начинают освещать работу Дэндзи в качестве Человека-бензопилы, на него нацеливаются иностранные группы убийц: китайская охотница и бывшая напарница Кисибэ Цюаньси; таинственный враг Макимы по прозвищу «Санта-Клаус»; три «бессмертных» американских брата и русская женщина, наставляющая ученика. Дэндзи снабжён охраной, в том числе Хирофуми Ёсидой, охотником на демонов из частного сектора. C братьями отряд быстро разбирается, Санта-Клаус же использует силы Демона-куклы для атаки бо́льшим полчищем. Настоящим «Санта-Клаусом» оказывается русская женщина, и все перемещаются в Ад, где их одолевает Демон-тьма. Санта-Клаус заключает контракт с Демоном Тьмы и сообщает, что её наняли, чтобы убить Макиму. Макима забирает группу из Ада, а Цюаньси, оказавшаяся гибридом, помогает Дэндзи победить Санта-Клауса. Макима обезглавливает Цюаньси и уничтожает остатки её гарема. После инцидента несколько охотников на демонов уходят в отставку, в том числе Кобэни Хигасияма.
После того, как Дэндзи выздоравливает, Макима сообщает ему, что Демон-огнестрел уже нейтрализован и многие страны контролируют его части. Пока Аки умоляет Макиму обеспечить безопасность Пауэр и Дэндзи, президент Соединённых Штатов Америки, в обмен на год жизни каждого американца, приказывает Демону-огнестрелу атаковать Японию и убить Макиму. Выясняется, что Макима — Демон-завоевание. Она противостоит Демону-огнестрелу и побеждает, перед этим вынудив Аки заключить с ней контракт. Аки погибает в битве, и Демон-огнестрел забирает его тело, превращая юношу в одержимого. Дэндзи и Пауэр подвергаются нападению Демона-огнестрела, но с помощью мирных жителей Дэндзи убивает его. Уход Аки, претворяющий в действительность «ужасную смерть», предсказанную Демоном-будущим, опустошает главного героя.
Макима приглашает подавленного произошедшим Дэндзи в свой дом. В этот момент отрывается истинное лицо Макимы — изначально казавшаяся дружелюбной, она внезапно убивает Пауэр, пришедшую поздравить Дэндзи с днём рождения, прямо на его глазах. Наслаждаясь потрясением молодого человека, Макима угрожает забрать всё, что он любит. Вдобавок ко всему демон раскрывает Дэндзи истину: именно он убил своего отца, впоследствии подавив это событие в своей памяти. Это ставит под угрозу аннулирования контракт Дэндзи с Почитой. В этот момент Кисибэ совершает скоординированную атаку на Макиму, которая призывает Человека-бензопилу спасти её. Управляя телом Дэндзи, Почита принимает свою истинную форму. Макима объясняет свои цели: использовать способности Почиты, преобразующие реальность, для создания лучшего мира; с этой целью правительство наделило её бессмертием. Сражаясь с Человеком-бензопилой при помощи одурманенных гибридов, среди которых Самурайский Меч, Рэдзэ и Цюаньси, Макима одерживает победу, поскольку возросшая популярность Дэндзи сильно ослабила Почиту. По просьбе Почиты Пауэр временно возрождается как Демон Крови из остатков своей крови внутри Дэндзи и сбегает с Человеком-бензопилой. Пауэр восстанавливает волю Дэндзи к жизни ценой своей, заставляя его дать обещание найти её, когда она переродится в Аду.
Воодушевлённый общественной поддержкой, Дэндзи в последний раз противостоит Макиме и побеждает её, используя бензопилу, которую он сделал из крови Пауэр, чтобы обойти её бессмертие. Он готовит и съедает её тело. Позже Кисибэ представляет возрождённого Демона-завоевание — теперь это маленькая девочка по имени Наюта. Он просит Дэндзи присмотреть за ней, и Почита поддерживает эту мысль во сне Дэндзи. Позже Дэндзи поступает в старшую школу и продолжает сражаться с демонами на глазах у общественности.

#### Часть 2 — Школа
Аса Митака — старшеклассница-интроверт, посещающая Четвёртую восточную старшую школу. У девушки проблемы с поиском своего места в обществе после смерти матери от рук Демона-тайфуна. Однажды, случайно убив питомца своего класса Демона-курицу Кукаре́ку (яп. コケピー Кокэпи:), она сталкивается со старостой, заключившей контракт с Демоном-правосудием. Та пытается убить Асу, но её спасает Демон-война. Он появляется в образе птицы и заключает с Асой контракт: демон получает контроль над телом Асы и спасает ей жизнь, но девушка должна будет помогать демону влиться в человеческое общество. Отпустить Асу демон обещает после убийства Человека-бензопилы: он хочет вернуть Демона-Ядерное оружие, которого поглотил Почита. Аса и демон, назвавшийся именем Йор, присоединяются к школьному кружку охотников на демонов, где становятся товарищами Хирофуми Ёсиды и Юко, общительной ученицы, которая быстро находит общий язык с Митакой.
Тем временем Дэндзи адаптировался к новой жизни в качестве старшеклассника, посещая Четвёртую восточную, и использует свою новообретённую славу супергероя для привлечения женщин, надеясь однажды «случайно» раскрыть свою личность Человека-бензопилы. Ёсида следит за ним в рамках своей собственной миссии. Зная, что Дэндзи отчаянно нуждается в девушке, Ёсида знакомит Дэндзи и Асу, пытаясь раскрыть ей, что он — Человек-бензопила, но безуспешно.
Аса обнаруживает, что Юко также заключила контракт с Демоном-правосудием и планирует отомстить всем, кто издевался над Асой. Используя демонические способности Йор, Аса противостоит Юко, но случайно убивает её. В этот момент к Юко подходит незнакомка и оживляет её, превращая в гигантского демона, устраивающего погром в школе. Дэндзи нападает на Юко, но ей удаётся уйти. Обезображенная Юко прощается с Асой и бежит за помощью, но погибает от рук таинственной фигуры, представившейся Человеком-бензопилой.
Вскоре после случившегося Аса и Йор сталкиваются с Харукой Исэуми, старостой кружка охотников на демонов и председателем ученического совета, который проявляет интерес к ней и незнакомке. Харука утверждает, что является Человеком-бензопилой, в качестве доказательства демонстрируя Асе свисающий стартер, прикреплённый к груди. Поверив ему, Йор наказывает Асе найти кого-то, кого она может убить и превратить в оружие. Митака приходит к тому, что Дэндзи идеальная цель, и приглашает его на свидание. Во время их свидания позади оставшейся в одиночестве Асы внезапно появляется та самая незнакомка, которая на сей раз представляется Демоном-голодом и временно разрывает связь девушки с Йор, из-за чего с напавшим Демоном-вечностью запертым в аквариуме людям приходится разбираться самостоятельно, но в итоге Аса узнаёт, что Исэуми не Человек-бензопила, а его стартер — подделка.
Аса продолжает попытки сблизиться с Дэндзи и сделать его своим парнем, так как Йор умеет создавать оружие из всего, что Аса считает своим, но ей не удаётся убедить себя в том, что он её парень, к тому же Наюта проявляет собственничество и мешает ей, хотя позже всё же признаёт, что Аса может помочь Дэндзи преодолеть комплексы, и просит его спасти девушку от напавшего на неё Демона-падения. В процессе битвы демон затаскивает их в Ад, где его разрезает пополам впоследствии исчезнувший второй Человек-бензопила. Герои сбегают из Ада, но Демон-падение всё же скармливает их червеобразному демону. Тогда его разум захватывает Наюта, и он выплёвывает их. Демон-голод, и заказавшая Демону-падение убийство Асы для освобождения Йор, отправляет его обратно в Ад и предлагает Наюте как Демону-завоеванию союз для противодействия близящемуся, согласно предсказанию Нострадамуса, концу света в июле 1999 года, когда все люди, как считается, умрут и останутся только демоны.
Организацией, в которой состоит Ёсида, оказывается церковь Человека-бензопилы. После последней схватки часть публики требует установить над Человеком-бензопилой контроль, происходят столкновения протестующих с церковью. Угрожая разлучить Дэндзи с Наютой, Ёсида запрещает ему превращаться в Человека-бензопилу, и его личину принимает на себя один из церковников. По совету Демона-голода Йор и Аса начинают отвлекать внимание публики на себя, убивая многих демонов, чем ещё больше ослабляют Дэндзи.

## Персонажи

### Основные персонажи
- Дэндзи[англ.] (яп. デンジ) — главное действующее лицо манги и аниме, 16-17 лет. Ещё ребёнком он унаследовал от отца долг якудза, который поныне пытается отдать, работая охотником на демонов в паре с помощником — псом-демоном Почитой. Вследствие предательства со стороны якудза Дэндзи убивают, но благодаря заключению контракта с Почитой (который фактически заменяет собой сердце Дэндзи) молодой человек перерождается и становится Человеком-бензопилой (яп. チェンソーマン Тенсо:ман). Позднее вступает в правительственную организацию охотников на демонов — Бюро общественной безопасности. Дэндзи показан малоумным, безынициативным и сексуально озабоченным юношей, которому при всём при этом в отдельные моменты не чужды сострадание и самоотверженность. Главными своими целями он обозначает «лёгкую жизнь» и близость с девушкой; последнее явилось мотивом вступления в ряды Бюро. По мере развития сюжета поступает в Четвёртую восточную старшую школу.

Сэйю: Кикуносукэ Тоя, Марина Иноуэ (в детстве)
- Почита[11] (яп. ポチタ Потита) — пёс-компаньон Дэндзи, Демон-бензопила (яп. チェンソーの悪魔 Тенсо:-но Акума), некогда бывший первым Человеком-бензопилой. Благодаря своей уникальной способности поглощать силы демонов (и также их самих) известен как «Демон-Которого-Боятся-Все-Демоны».

Сэйю: Сиори Идзава
- Аса Митака (яп. 三鷹 アサ Митака Аса) — замкнутая старшеклассница, посещающая Четвёртую восточную старшую школу. От всех держится особняком и не упустит возможности уязвить других. Питает глубокую ненависть по отношению к демонам из-за убийства матери Демоном-тайфуном. Будучи на грани жизни и смерти после нападения старосты, заключившей контракт с Демоном-правосудием, Аса сама вынуждена заключить контракт с Демоном-войной. Таким образом девушка становится гибридом человека и одержимого.

### Бюро общественной безопасности

#### Люди
- Аки Хаякава (яп. 早川 アキ Хаякава Аки) — сотрудник Бюро общественной безопасности, работающий в отделе Макимы. Выдержанный и надёжный молодой человек. С окружающими держит себя холодно, однако в компании близких людей «смягчается», проявляя чуткость и заботу. Преследует цель отомстить Демону-огнестрелу за убийство семьи. По этой же причине поначалу наотрез отказывается мириться с более «приземлёнными» желаниями Дэндзи, отчего парни нередко вступают в перепалки. Позднее, однако, оба налаживают дружеские отношения. Аки заключил контракт с Демоном-лисом (яп. 狐の悪魔 Кицунэ-но Акума): по договору за использование силы демона Хаякава должен отдавать ему часть своей плоти.

Сэйю: Сëго Саката
- Кисибэ (яп. 岸辺) — самый опытный сотрудник Бюро общественной безопасности. Циничный мужчина средних лет. Не доверяет Макиме. Занимался обучением Дэндзи и Пауэр.

Сэйю: Кэндзиро Цуда
- Химэно (яп. 姫野) — сотрудница Бюро общественной безопасности, первая напарница Аки Хаякавы. Девушка с повязкой на глазу. Имеет контракт с Демоном-призраком (яп. 幽霊の悪魔 Ю:рэй-но Акума).

Сэйю: Мария Исэ;
- Кобэни Хигасияма (яп. 東山 コベニ Хигасияма Кобэни) — двадцатилетняя сотрудница Бюро общественной безопасности, вступившая в ряды охотников на демонов из-за необходимости кормить большую семью. По виду робкая и трусливая, она демонстрирует поразительные рефлексы, скорость и ловкость. Мастерски владеет ножами.

Сэйю: Карин Такахаси
- Хирокадзу Араи (яп. 荒井 ヒロカズ Араи Хирокадзу) — сотрудник Бюро общественной безопасности, работающий в том же отделе, что Химэно и Кобэни Хигасияма.

Сэйю: Таку Ясиро
- Митико Тэндо (яп. 天童 ミチコ Тэндо: Митико) — сотрудница киотского отделения Бюро общественной безопасности.

Сэйю: Хитоми Уэда
- Ютаро Куросэ (яп. 黒瀬 ユウタロウ Куросэ Ю:таро:) — сотрудник киотского отделения Бюро общественной безопасности.

Сэйю: Кэнго Каваниси

#### Одержимые / Демоны
- Пауэр[англ.] (яп. パワー Пава:) — взбалмошная сотрудница Бюро общественной безопасности, Одержимая Крови (яп. 血の魔人 Ти-но Мадзин). Инфантильную и эгоистичную, Пауэр интересуют лишь схватки, в которых она принимает участие, и другие личные потребности. Считает себя превосходящей над всеми прочими охотниками на демонов, поскольку сама является демоном. Не поддерживает ни сторону людей, ни сторону дьяволов — открыто заявляет, что «останется с тем, кто выиграет». Единственная отдушина для Пауэр — подобранная кошка Мяука (яп. ニャーコ Ня:ко), о которой одержимая с трепетом заботится. Несмотря на грубость и патологическую лживость, Пауэр очень одинока, что особенно видно по событиям с Демоном-тьмой. По ходу сюжета Пауэр развивает крепкие дружеские узы со своими напарниками Дэндзи и Аки Хаякавой.

Сэйю: Ай Файруз
- Ангел (яп. 天使の悪魔 Тэнси-но Акума, букв. «Демон-ангел») — демон, воплощающий страх людей перед ангелами. Предстаёт в облике молодого человека андрогинной внешности. Обладает способностью выкачивать жизнь из любого, кто до него дотронется. Не питает отрицательных чувств к людям и потому старается держаться от них на расстоянии, чтобы не навредить своей силой. Становится вторым напарником Аки Хаякавы и впоследствии налаживает с ним хорошие отношения. До основных событий жил в деревне.

Сэйю: Маая Утида
- Бим (яп. ビーム Би:му) — сотрудник Бюро общественной безопасности, Одержимый-акула (яп. サメの魔人 Самэ-но Мадзин). Эмоционально неустойчивый и крайне инициативный демон. Какое-то время работал в паре с Дэндзи, которому неоднократно выражал своё восхищение.

Сэйю: Нацуки Ханаэ
- Галгали (яп. ガルガリ Гаругари) — один из самых вежливых и дружелюбных сотрудников Бюро общественной безопасности. Одержимый Насилия (яп. 暴力の魔人 Бо:рёку-но Мадзин), который, по иронии судьбы, больше всех стремится к мирным путям урегулирования конфликтов. Носит маску чумного доктора, которая выпускает газ, сдерживающий силу Галгали в случае выхода её из-под контроля. В отличие от большинства одержимых, Галгали удалось сохранить остатки человеческого мозга, по причине чего он помнит многое из своего прошлого. Хорошо ладит с Кобэни Хигасиямой.

Сэйю: Юя Утида;
- Принси (яп. プリンシ Пуринси) / Демон-паук (яп. 蜘蛛の悪魔 Кумо-но Акума) — демон, воплощающий страх людей перед пауками. Является в облике получеловека-полупаука с восемью ногами. Подчиняется исключительно Макиме.

Сэйю: Саори Гото

### Четыре Всадника
Четыре Всадника (яп. ４人の騎士 Ёнин-но Киси) — группа могущественных демонов, название которой отсылает к Четырём всадникам Апокалипсиса. Они единственные, кто помнит о существовании демонов, поглощённых Демоном-бензопилой. Каждый из Четырёх Всадников таит личную обиду на Демона-бензопилу и планирует использовать смерть того в своих целях.
- Демон-завоевание (яп. 支配の悪魔 Сихай-но Акума) / Макима (яп. マキマ) — загадочная молодая женщина, возглавляющая 4-й отдел Бюро общественной безопасности и взявшая Дэндзи в Бюро на роль «питомца». Макима умна, хитра и хладнокровна — она легко манипулирует всеми окружающими, в частности Дэндзи, влечение которого активно использует. Даже благородные побуждения Макимы кажутся неоднозначными.

Сэйю: Томори Кусуноки;
Наюта (яп. ナユタ) — текущее воплощение Демона-завоевания. Внешне представляет из себя маленькую девочку с такими же «спиральными» глазами, как у Макимы. Была обнаружена Кисибэ в Китае. Находится под опекой Дэндзи.
- Демон-война (яп. 戦争の悪魔 Сэнсо:-но Акума) / Йор (яп. ヨル Ёру)[a] — некогда мощный демон, олицетворяющий первобытный страх людей перед войной. После поглощения Демоном-бензопилой крайне ослабла, что и явилось её главным мотивом мести. Первоначально принимала облик козодоя. По заключении контракта с Асой заняла её тело. В отличие от расчётливой, циничной Макимы, Йор склонна к состраданию и в целом ведёт себя более человечно.
- Демон-голод (яп. 飢餓の悪魔 Кига-но Акума) / Глада (яп. キガ Кига) — демон, олицетворяющий первобытный страх людей перед голодом. Предстаёт в облике старшеклассницы, посещающей кружок охотников на демонов. Относится к Йор как к «сестре».
- Демон-смерть (яп. 死の悪魔 Си-но Акума) — демон, олицетворяющий первобытный страх людей перед смертью. Упоминался Макимой как один из Всадников, стремившийся уничтожить других Всадников. По мере развития сюжета Демоном-смертью оказывается Глада.

### Частные организации

#### Япония
- Самурайский Меч (яп. サムライソード Самурай Со:до) — внук якудза, убившего Дэндзи, известный также как «Человек-катана». Предположительно работает на Демона-огнестрела. Как и у Дэндзи, имеющего сердце Почиты, у Самурайского Меча — сердце Демона-катаны (яп. 刀の悪魔 Катана-но Акума), с которым он заключил контракт. Стремится отомстить Дэндзи за смерть деда.

Сэйю: Дайки Хамано
- Аканэ Саватари (яп. 沢渡 アカネ Саватари Аканэ) — бывшая сотрудница Бюро общественной безопасности, ныне работающая на якудза. Появляется в паре с Самурайским Мечом и отдаёт ему приказы. Имеет контракт с Демоном-змеёй (яп. ヘビの悪魔 Хэби-но Акума).

Сэйю: Ё Тайти
- Хирофуми Ёсида (яп. 吉田 ヒロフミ Ёсида Хирофуми) — частный охотник на демонов, нанятый для защиты Дэндзи в качестве личного телохранителя на время, пока за Человеком-бензопилой охотятся международные киллеры. Имеет контракт с Демоном-осьминогом (яп. 蛸の悪魔 Тако-но Акума). Выполняя задание по охране Дэндзи, поступает вместе с ним в Четвёртую восточную старшую школу. Со временем вступает в кружок охотников на демонов.

#### Китай
- Цюаньси (яп. クァンシ Куанси) — бывшая напарница Кисибэ и одна из киллеров, посланных уничтожить Демона-бензопилу. Является гибридом, заключившим контракт с Демоном-арбалетом (яп. 弓矢の悪魔 Юмия-но Акума). Не проявляет особого энтузиазма в поисках Демона-бензопилы и предпочитает охоте времяпровождение в кругу личного гарема одержимых. По словам Санта-Клауса, является самым первым охотником на демонов.
- Лун (яп. ロン Рон) — одержимая из гарема Цюаньси. Способна контролировать огонь.
- Пиньци (яп. ピンツイ Пинцуи) — одержимая из гарема Цюаньси. Жизнерадостная особа, постоянно снабжающая Цюаньси бесполезными фактами.
- Цугихаги (яп. ツギハギ) — одержимая из гарема Цюаньси. Всегда молчалива. По всему телу имеет шрамы.
- Космо (яп. コスモ Косумо) — Одержимая Космоса (яп. 宇宙の魔人 Утю:-но Мадзин) из гарема Цюаньси.

#### Советский Союз
- Рэдзэ (яп. レゼ) — юная официантка, проявляющая интерес к Дэндзи. В действительности является шпионом Советского Союза, посланным убить Дэндзи. И хотя сама Рэдзэ утверждает, что её чувства к Дэндзи — игра, очевидно, что молодой человек ей небезразличен. Рэдзэ — гибрид, заключивший контракт с Демоном-бомбой (яп. 爆弾の悪魔 Бому-но Акума).

Сэйю: Рэйна Уэда
- Санта-Клаус (яп. サンタクロース Санта Куро:су) — одна из наёмников, охотящихся за Дэндзи. Первоначально предстаёт в виде пожилого немца, однако впоследствии выясняется, что Санта-Клаус — это нечто наподобие коллективного разума, принимающего облик русской женщины. Появляется в сопровождении своего «ученика» по имени Толька (яп. トーリカ То:рика) (который также является частью этого разума). У Санта-Клауса заключён контракт с Демоном-куклой (яп. 人形の悪魔 Нингё:-но Акума), что даёт ей возможность превращать людей в своих марионеток. Отправила Дэндзи и нескольких других охотников в Ад на съедение Демону-тьмы в надежде обрести силу, способную убить Макиму.

#### Соединённые Штаты Америки
- Братья Альдо (яп. アルド Арудо), Джоуи (яп. ジョーイ Дзё:и) и их третий неназванный брат — частные охотники из США. Самый старший из братьев, по всей видимости, является лидером троицы и имеет контракт с Демоном-кожей (яп. 皮の悪魔 Кава-но Акума), что позволяет всем троим выдавать себя за других людей. Двое из трёх братьев склонны к тщеславию и опрометчивым поступкам, а вот третий — Альдо — более сдержан и осторожен.

### Четвёртая восточная старшая школа
- Харука Исэуми (яп. 伊勢海 ハルカ Исэуми Харука) — глава кружка охотников на демонов и председатель студенческого совета. Утверждает, что является Человеком-бензопилой, и на груди имеет такой же стартер, как у Дэндзи. Странноватый тип со склонностью к эпатажным выходкам.
- Юко (яп. ユウコ Ю:ко) — дружелюбная и жизнерадостная старшеклассница, подружившаяся с Асой Митакой. Вместе с Асой и Ёсифуми состоит в кружке охотников на демонов. Заключила контракт с Демоном-правосудием (яп. 正義の悪魔 Сэйги-но Акума) и обрела способность читать мысли других. С обретением этого контракта претерпел изменения и характер девушки: она стала невменяемой и способной убить любого, кто в её понимании пошатнул «правосудие».
- Сэйги Акоку (яп. 亜国 セイギ Акоку Сэйги) — один из членов кружка охотников на демонов. Молодой человек, увлекающийся единоборствами.

## Медиа

### Манга
«Человек-бензопила» был написан и проиллюстрирован Тацуки Фудзимото. Первая часть манги, «Бюро общественной безопасности» (яп. 公安編 Ко:ан-хэн), выходила в еженедельном журнале Weekly Shonen Jump издательства Shueisha с 3 декабря 2018 года по 14 декабря 2020. Shueisha собрали свои главы в одиннадцать отдельных танкобонов, выходивших с 4 марта 2019 года по 4 марта 2021 года.
14 декабря 2020 года после завершения серии в еженедельном журнале Weekly Shonen Jump было объявлено о начале второй части в онлайн-журнале Shonen Jump+. 19 декабря 2020 года было объявлено, что вторая часть будет называться «Школа» (яп. 学校編 Гакко:-хэн) и расскажет о похождениях Дэндзи в школе.

### Аниме
14 декабря 2020 года было объявлено, что манга получит адаптацию: аниме-телесериал производства MAPPA. У манги была сценическая презентация на Jump Festa '21 как часть серии сценических презентаций Jump Studio, которые проходили онлайн в 19—20 декабря 2020 года. Первый трейлер аниме-сериала был показан на мероприятии MAPPA Stage 2021 – 10th Anniversary, состоявшимся 27 июня 2021 года. Над аниме работали: Рю Накаяма (режиссёр), Макото Накадзоно (главный режиссёр эпизода), Хироси Сэко (сценарий), Кадзутака Сугияма (дизайн персонажей) и Киётака Осияма (дизайн демонов).

#### Саундтрек
Музыка написана Кэйсукэ Усио. Первый EP саундтрека  (эпизоды 1—3) вышел 26 октября 2022 года; второй EP (эпизоды 4—7) вышел 23 ноября 2022 года; третий EP (эпизоды 8—12) вышел 28 декабря 2022 года.
Полноформатный альбом Chainsaw Man Original Soundtrack Complete Edition - chainsaw edge fragments - вышел 23 января 2023 года.
Открывающую тему под названием «Kick Back» исполнил Кэнси Ёнэдзу. Каждый эпизод содержит уникальный эндинг.
Закрывающие темы
| Номер | Название композиции        | Исполнитель         |
| ----- | -------------------------- | ------------------- |
| 1     | «Chainsaw Blood»           | Vaundy              |
| 2     | «Zanki»                    | Zutomayo            |
| 3     | «Hawatari 2 Oku Centi»     | Maximum the Hormone |
| 4     | «Jōzai»                    | Tooboe              |
| 5     | «In the Back Room»         | Syudou              |
| 6     | «Dainō-teki na Rendezvous» | Kanaria             |
| 7     | «Chu, Tayōsei.»            | Ano                 |
| 8     | «First Death»              | TK                  |
| 9     | «Deep Down»                | Aimer               |
| 10    | «Dogland»                  | PEOPLE 1            |
| 11    | «Violence»                 | Ziyoou-vachi        |
| 12    | «Fight Song»               | Eve                 |

### Ранобэ
Сборник рассказов «Человек-бензопила: Истории о напарниках» (яп. チェンソーマン　バディ・ストーリーズ Тенсо:ман Бади Суто:ри:дзу, дословно «Человек-бензопила: Истории приятелей»), написанный Сакаку Хисикавой и проиллюстрированный Тацуки Фудзимото, вышел 4 ноября 2021 года. Ранобэ содержит три истории о «дружеских отношениях» между Пауэр и Дэндзи; Кисибэ и Цюаньси во времена, когда те были напарниками; Химэно и Аки, когда те познакомились.

### Театральная постановка
29 декабря 2022 года было объявлено, что манга получит адаптацию в виде театральной постановки Chainsaw Man Stage Play, автором и режиссёром которой станет Фумия Мацудзаки. Премьера состоялась в Токио и Киото в сентябре и октябре 2023 года.

### Другие медиа
Good Smile Company выпускает фигурки-нендроиды, основанные на персонажах манги, начиная с октября 2021 года.
Выставка Chainsaw Man Manga Exhibition прошла в галерее Space Hachikai в районе Tower Records (Сибуя) с 12 июня по 4 июля 2021 года.
Браузерная игра, посвящённая выходу пятнадцатого тома манги, была выпущена бесплатно 4 августа 2023 года.